# Hilde Mangold
Hilde Mangold, de soltera Hilde Proescholdt (Gotha, avui en el land alemany de Turíngia, 20 d'octubre de 1898 – Berlín, 4 de setembre de 1924), va ser una embriòloga alemanya coneguda fonamentalment per la seva tesi doctoral, publicada el 1924 sota la supervisió d'Hans Spemann. Aquesta contenia la major part de la recerca que li va valer a Spemann el Premi Nobel de Fisiologia i Medicina el 1935, onze anys després de la mort de Hilde Mangold.
La seva recerca, pionera llavors, va aconseguir demostrar el concepte d'inducció embrionària, és a dir, el procés mitjançant el qual algunes cèl·lules en un embrió poden determinar el desenvolupament d'unes altres. En concret, va descriure l'anomenat organitzador de Spemann–Mangold, una regió del notocordi que és necessària i suficient per a produir la cefalització.

## Biografia
Hilde Proescholdt era la filla mitjana del propietari d'una fàbrica de sabons, Ernest Proescholdt, i de la seva dona, Gertrude. Va anar a classe durant dos semestres (1918-1919) a la Universitat de Jena, abans de traslladar-se a la Universitat de Frankfurt.
A Frankfurt va assistir a una classe magistral del prestigiós embriòleg Hans Spemann. La conferència la va estimular per especialitzar-se com a embrióloga. Després de la seva experiència a Frankfurt, va aconseguir entrar a l'Institut Zoològic de Friburg, on, en aquell temps, treballava Spemann, i unir-se al seu laboratori. Hilde Mangold va acabar allà el seu màster, el 1920, i va començar el doctorat en Zoologia. També a Friburg va conèixer a qui després seria el seu marit: Otto Mangold, l'assistent de Spemann i un obert simpatitzant del partit nazi. Allí completà al 1923, la seva tesi doctoral, titulada Inducció de primordis embrionaris a través de la implantació d'organitzadors d'una altra espècie, o Über Induktion von Embryonalanlagen durch Implantation artfremder Organisatoren. Encara que ella s'hi oposava, Spemann va afegir el seu nom com a coautor de la seva tesi. Al 1924 Hilde Magold va publicar un article sobre aquest organitzador i les seves descobertes en una de les revistes d'embriologia més destacades: Archiv für Entwicklungsmechanik der Organismen de Wilhelm Roux.
Després de doctorar-se, es va traslladar a Berlín amb el seu marit i el seu fill Christian. Poc després, i sense haver arribat a veure publicada la seva tesi, una explosió de gas a casa seva li va costar la vida.

## Obra
L'experiment de Mangold va fer servir embrions de dues espècies de tritó (Triturus cristatus i Triturus taeniatus) que estan pigmentades de manera diferent. Durant l'estat de gàstrula, període immediatament posterior a la diferenciació dels tres fulls embrionaris (ectoderma, mesoderma i endoderma), Mangold va trasplantar una estructura del costat dorsal del blastòpor d'un embrió al costat ventral d'un altre embrió. Com que els teixits de cada espècie tenien diferent pigmentació, era senzill seguir la destinació embrionària de les cèl·lules de l'empelt i de les cèl·lules de l'hoste. L'experiment va tenir dues conseqüències revolucionàries.

En primer lloc, va induir la formació de teixit neural en l'ectoderma ventral al blastòpor, un fragment de l'ectoderma que havia d'haver donat lloc a cèl·lules epidèrmiques. En segon lloc, va alterar la destinació embrionària de la mesoderma ventral. Aquest teixit es va desenvolupar com un mesoderma dorsal, donant lloc a somites. És significatiu que totes aquestes estructures estiguessin compostes per cèl·lules de l'hoste i cèl·lules de l'empelt. En suma, l'empelt va produir un embrió bessó a la manera dels siamesos, amb el seu propi eix dorsoventral. No obstant això, l'embrió del qual s'havia pres l'empelt va desenvolupar teixits molt similars als ventrals a banda i banda del blastòpor.

## Rellevància de la seva feina
El fragment que va trasplantar Hilde Mangold és avui conegut com a organitzador de Spemann-Mangold. No sols és rellevant, en si mateix, per a entendre el procés de la inducció del sistema nerviós, sinó que va resultar la primera prova del fenomen d'inducció. En enfrontar-se al problema de com cadascuna de les cèl·lules de l'embrió adoptava la seva destinació en l'organisme, els científics coetanis de Mangold no sabien si cadascuna de les cèl·lules tenia una destinació predeterminada, segellada en el seu nucli, o si les estructures interaccionaven entre si, modificant la destinació de les cèl·lules pròximes. Hilde Mangold va mostrar que passava el segon, i que l'organitzador era necessari i suficient per a controlar la destinació d'un enorme nombre d'estructures i tipus cel·lulars, ja formessin part d'altres fulls embrionaris o fins i tot d'una altra espècie.

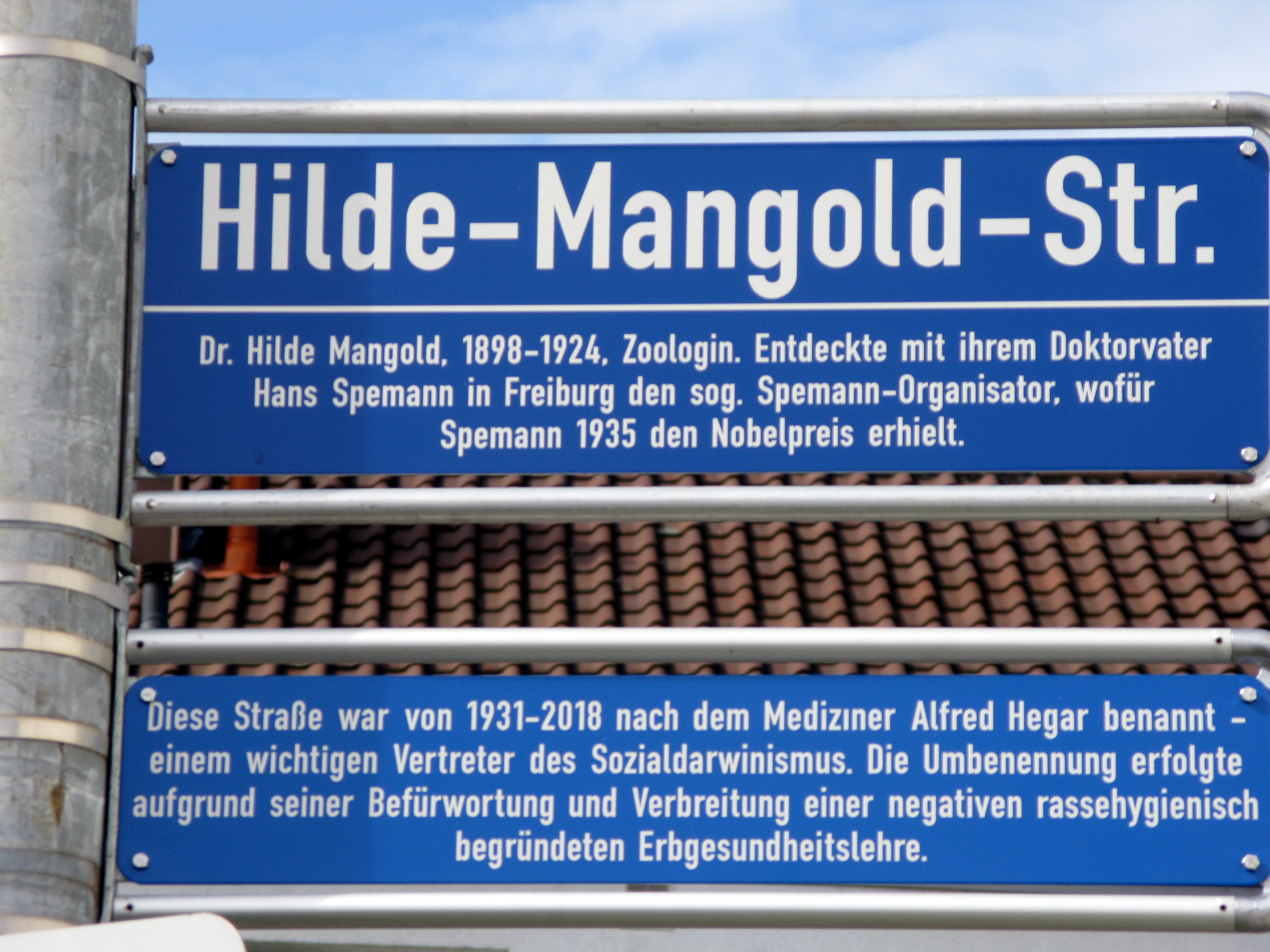
Un carrer de Friburg recorda la tasca d'Hilde Mangold

Amb el temps, el fenomen d'inducció embrionària s'ha anat convertint en un element essencial de com entenem el desenvolupament dels animals, i se n'han descrit moltes altres instàncies. Ivor Mason, professor d'Embriologia en el King’s College de Londres, va dir a Nature sobre aquest experiment d'Hilde Mangold que era “probablement l'article científic més influent publicat mai en biologia del desenvolupament”. L'any 1935 Hans Spemann obtenia el Premi Nobel de Fisiologia i Medicina gràcies a la recerca duta a terme per Hilde Mangold.